# Ribera Baja 2da. Sección
Ribera Baja 2da. Sección är en ort i Mexiko.   Den ligger i kommunen Jonuta och delstaten Tabasco, i den sydöstra delen av landet, 700 km öster om huvudstaden Mexico City. Ribera Baja 2da. Sección ligger 3 meter över havet och antalet invånare är 234.
Terrängen runt Ribera Baja 2da. Sección är mycket platt. Runt Ribera Baja 2da. Sección är det ganska glesbefolkat, med 21 invånare per kvadratkilometer. Närmaste större samhälle är Palizada, 18,2 km öster om Ribera Baja 2da. Sección. Omgivningarna runt Ribera Baja 2da. Sección är en mosaik av jordbruksmark och naturlig växtlighet.